# Чукха (дзонгхаг)
Чукха (дзонґ-ке ཆུ་ཁ་རྫོང་ཁག་, Вайлі Chu-kha rdzong-khag) — дзонгхаг у Бутані, відноситься до Західного дзонгдею.
Столиця — місто Цімашам, в якому розташована фортеця Чукха-дзонг і знаходиться адміністрація дзонгхагу. Найбільше місто — Пхунчолінг. Діловий і фінансовий центр — місто Мебіса.
На відміну від більшості інших дзонгхагів, Чукха не містить охоронюваних районів Бутану.

## Економіка
Біля міста Мебіса знаходяться дві ГЕС, які входять в проєкт гідроелектростанцій «Тала», а також ряд основних промислових підприємств Бутану.

## Гідроелектростанції Чукха
В Дзонгхату Чукха знаходиться найстаріша ГЕС Бутану, Чуха hydel (завершена в 1986-88р.р.)

### Проєкт гідроелектростанцій «Тала»
Проєкт гідроелектростанцій Тала (англ. Tala Hydroelectricity Project) є найбільшим проєктом в області гідроенергетики між Бутаном та Індію. На ГЕС щорічно виробляється 4865 млн кВт•год електроенергії, яка вся йде на експорт в Індію. Тала знаходиться в Дзонгхагу Чукха на заході Бутану. Гідроелектростанції розташовані на річці Вонгчу на висоті 860 м.
ГЕС має дамбу висотою 92 м і 22-кілометровий підвідний тунель. Під землею розташовані шість генераторів потужністю 170 МВт. Три лінії по 440 кВт постачають електроенергію в Індію. До 2020 року Бутан планує експортувати 10 000 МВт електроенергії.
Спочатку ГЕС планували ввести в лад в 2005 році, але через геологічні проблеми запуск був відкладений до травня 2007 року. Також був переглянутий кошторис витрат. Якщо спочатку проєкт оцінювався в 14 млрд нгултрум (300 млн доларів США), то потім його вартість зросла до 40 млрд нгултрум. ГЕС була урочисто відкрита в травні 2008 року прем'єр-міністрами Бутану та Індії.

## Транспорт
Через дзонгхаг проходить єдина дорога, що зв'язує Індію із західним Бутаном.

## Адміністративний поділ
До складу дзонгхагу входять 11 гевогів:
| - Б'ячо - Бонго - Гелінг - Гетена - Дала - Дунгна | - Логчіна - Метакха - Пхунчолінг - Сампхелінг - Чапча |

## Визначні місця
- Часілхакха-лакханг[2]
- Чіма-лакханг[2]
- Чапча-дзонг[2]

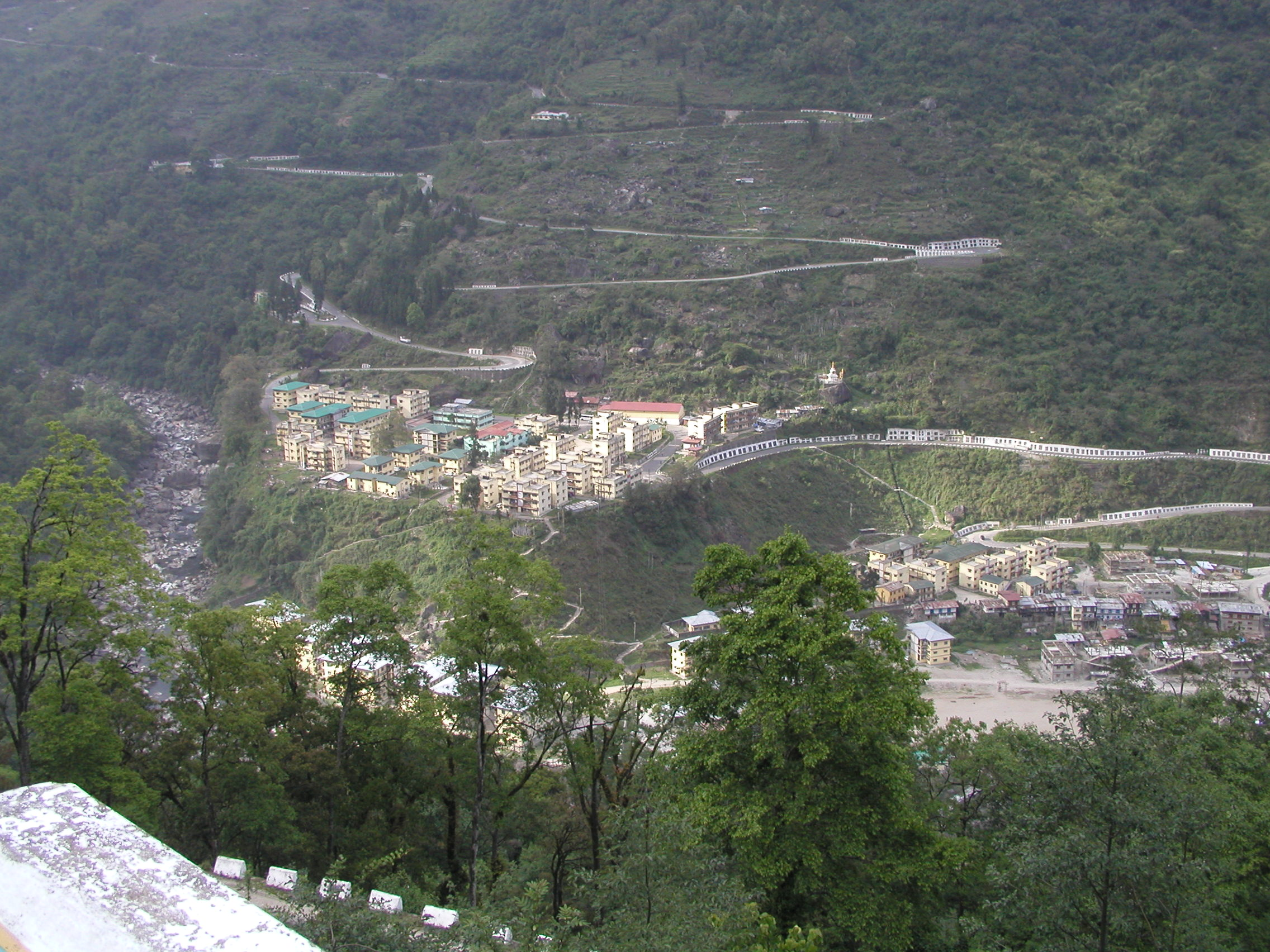
Вид на місто Чукха
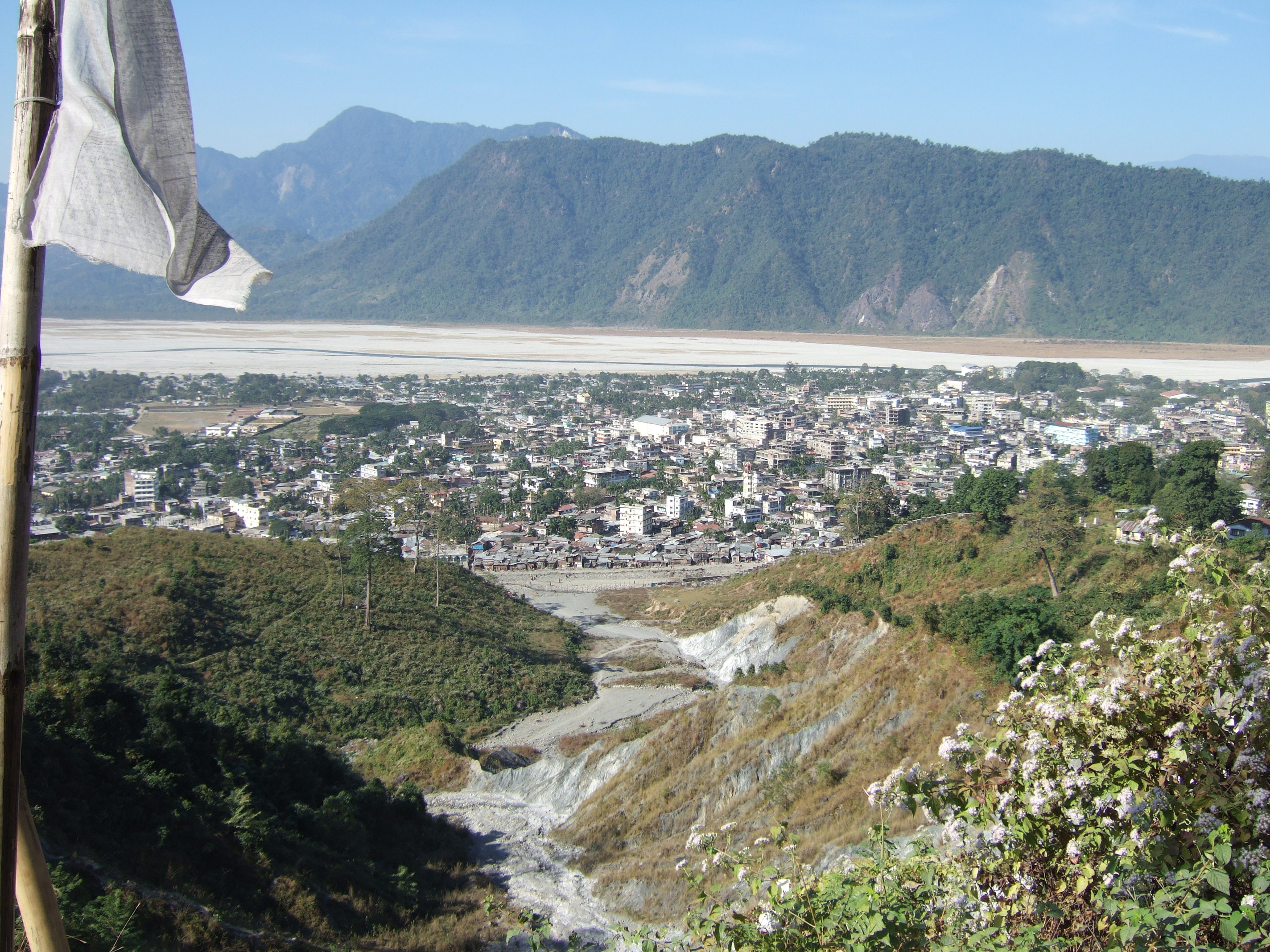
Вид на місто Пхунчолінг